# Sarah Connor (chanteuse)
Pour les articles homonymes, voir Sarah Connor et Connor.

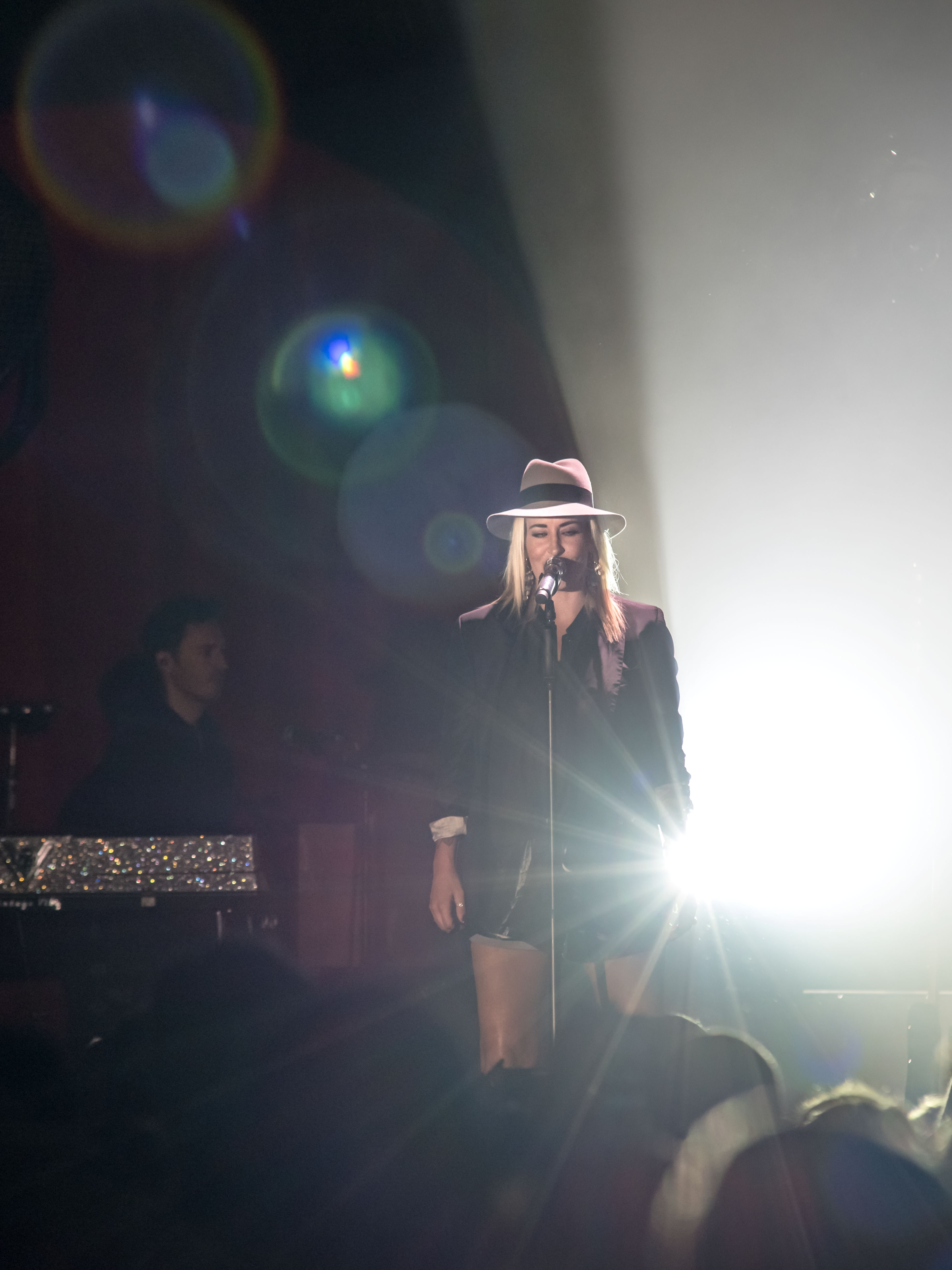
Zelt-Musik-Festival en 2016 à Fribourg-en-Brisgau, Allemagne

Sarah Connor est une chanteuse allemande, née Sarah Marianne Corina Lewe le 13 juin 1980 à Delmenhorst ou Hambourg, en Allemagne. Elle est surtout connue en Allemagne, en Suisse et en Autriche. Parmi ses chansons les plus connues figurent From Sarah with Love (2001), Let's Get Back to Bed-Boy! (2001), Skin on Skin (2002), Bounce (2003), Living to Love You (2004) et Wie schön du bist (2015).

## Vie personnelle
Sarah Connor est la fille de Michael Lewe, originaire de la Nouvelle-Orléans, et de Soraya Lewe-Tacke. Au total, elle a sept frères et sœurs, dont cinq sont des enfants de ses parents divorcés aujourd'hui. Avec son nouveau mari, sa mère a donné naissance à des jumeaux en 2008. Sa sœur, Anna-Maria, est mariée au rappeur Bushido.
Le 29 février 2004, Sarah Connor et le chanteur Mark Terenzi (ancien membre du groupe Natural) célèbrent leur mariage civil. En été 2005, le chaîne de télévision allemande ProSieben diffuse neuf épisodes de l'émission de télé-réalité Sarah & Marc in Love, qui accompagne le couple pendant la préparation d'une cérémonie de mariage, qui a lieu en août 2005 à la Costa Daurada, en Catalogne. De cette union sont nés deux enfants, Tyler et Summer. Le couple a divorcé le 9 mars 2010.
En avril 2010, Sarah Connor annonce qu'elle est en couple avec son manager, Florian Fischer (ancien membre du boys band The Boyz). Son troisième enfant est né le 4 septembre 2011.
Sarah Connor parle allemand, anglais et espagnol.

## Carrière
À l'âge de six ans, Sarah Connor commence à intégrer des écoles de danse et reçoit dans son adolescence une éducation classique en danse, théâtre et piano. Elle a fait ses débuts sur scène à l'âge de 15 ans, dans la comédie musicale Linie 1. Après avoir quitté l'école, elle devient stagiaire à la chaîne de télévision RTL.
Sarah Connor fait sa première apparition solo sur scène sous le nom de Sarah Gray en assurant la première partie lors d'un concert du groupe Touché. En 2000, la maison de disque X-Cell lui propose un contrat. Elle travaille avec les producteurs Rob Tiger et Kay D et sort son premier single Let's Get Back to Bed – Boy! en collaboration avec le chanteur américain TQ en mai 2001. Un clip est tourné à Vancouver. La chanson est un succès et réussit à se classer à la 2e place du classement allemand et à la 16e place en Grande-Bretagne. S'ensuivent les chansons French Kissing et From Sarah with Love. Cette dernière est un grand succès dans toute l'Europe et se hisse en tête des classements allemand et suisse. Son premier album, Green Eyed Soul, est certifié disque de platine.
En septembre 2002 sort son album Unbelievable, certifié disque d'or en 48 heures. Il est porté par le single One Nite Stand (Of Wolves and Sheep), produit par Wyclef Jean. Trois autres chansons sortent en single : Skin on Skin, He's Unbelievable et Bounce. Cette dernière entre également dans le classement américain Billboard Hot 100.
Le troisième album, Key to My Soul, avec les singles Music Is the Key (une collaboration avec le groupe a cappella américain Naturally 7) et Just One Last Dance (une collaboration avec Natural, le groupe de son futur mari Mark Terenzi), sortent en 2003 et 2004. Les deux titres se placent en tête du classement allemand. À la suite du succès de Bounce dans les charts américains, sa maison de disque décide de produire la compilation Sarah Connor avec des titres de ses trois premiers albums aux États-Unis, au Canada, en Australie et en Nouvelle Zélande (et également au Japon, mais avec le titre Bounce).
En Europe germanophone, elle enchaîne avec les tubes Living to Love You et From Zero to Hero, tirés de son album Naughty but Nice (2005). Cette dernière chanson est également l'indicatif musical de la version européenne du film d'animation Robots, dans lequel Sarah Connor donne sa voix au personnage de Cappy.
En octobre 2005, Sarah Connor remporte la distinction « Comet » en tant que meilleure artiste nationale et débarque pour une tournée dans 23 villes en Allemagne, en Autriche et en Suisse, avant de sortir l'album de noël Christmas in My Heart ainsi qu'un single au même nom. Une ré-édition inclut le titre The Best Side of Life, qui est utilisé pendant deux années comme chanson officielle dans les publicités de Noël de Coca-Cola.
Soulicious, le cinquième album de Sarah Connor, sort le 30 mars 2007. Il est constitué de reprises, à l'exception de deux titres. Le premier single, The Impossible Dream (The Quest), est utilisé en tant que chanson officielle pour le comeback du boxeur Henry Maske. Le second single est Sexual Healing, un duo avec Ne-Yo.
La chanteuse sort son sixième album, Sexy as Hell, en été 2008. La suite de son émission de télé-réalité Sarah & Marc Crazy in Love est diffusée pendant la même période. En 2009, Enrique Iglesias lui demande de chanter sur une ré-édition de son titre Takin' Back My Love. Finalement, Sarah Connor sort l'album Real Love en 2010. Entre 2010 et 2012, elle fait également partie du jury de l'édition allemande de l'émission X Factor. En 2014, elle participe à l'émission Sing meinen Song – Das Tauschkonzert sur VOX.
En mai 2015, sa chanson en allemand Wie schön du bist devient son premier titre à intégrer le top 10 allemand depuis six ans. En mai, elle sort l'album Muttersprache, qui connaît un grand succès, se plaçant en tête des classements allemand et suisse et à la deuxième place du classement autrichien. Elle écrit également le titre Wild and Free, chanté par Lena Meyer-Landrut pour le film Un prof pas comme les autres 2 (Fack ju Göhte 2).

## Discographie

### Albums studio

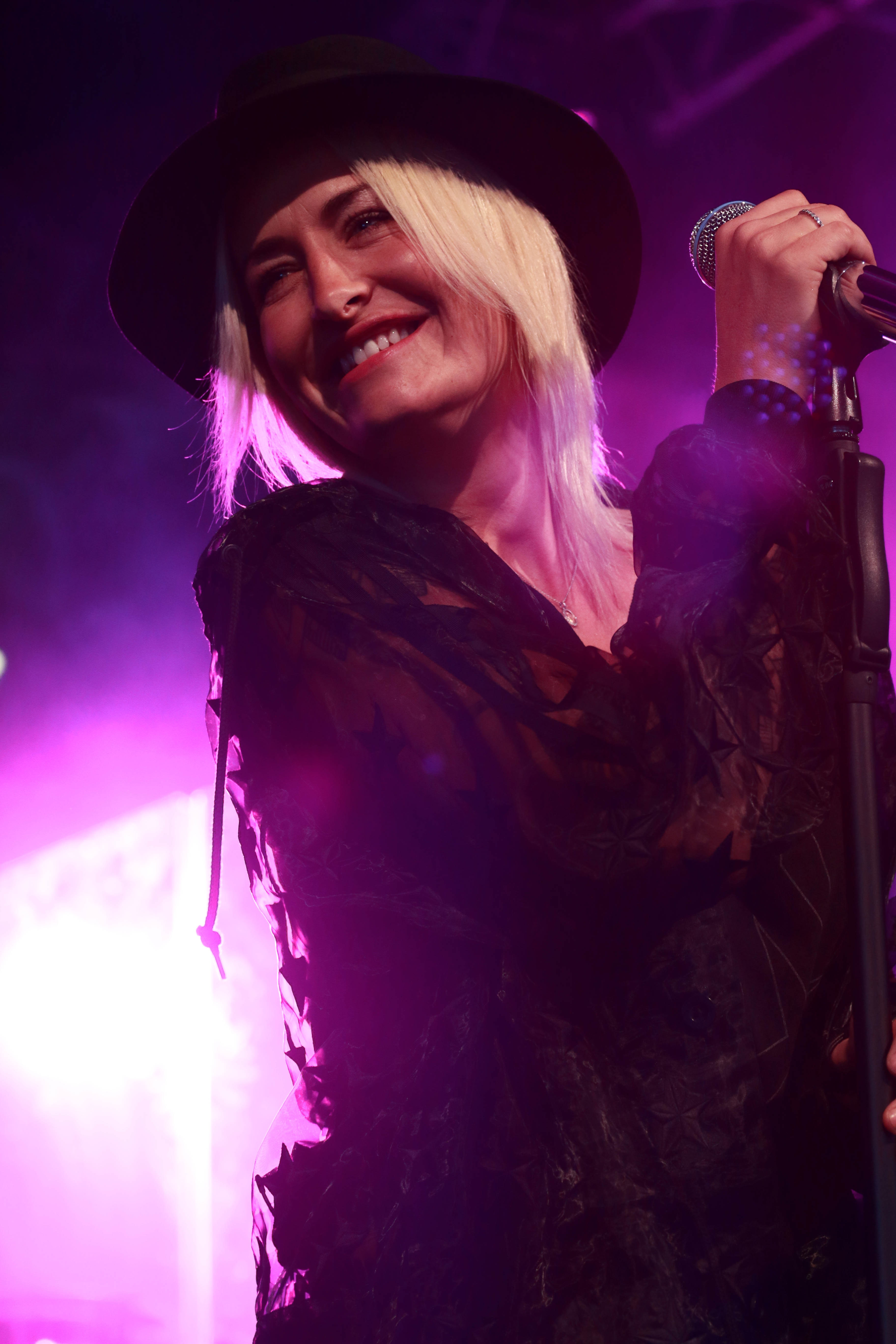
Sarah Connor en 2015

| Année | Album                         | Classement des ventes | Classement des ventes | Classement des ventes | Classement des ventes | Classement des ventes |
| Année | Album                         | ALL                   | AUT                   | SUI                   | UK                    | US                    |
| ----- | ----------------------------- | --------------------- | --------------------- | --------------------- | --------------------- | --------------------- |
| 2001  | Green Eyed Soul               | 2                     | 4                     | 3                     |                       |                       |
| 2002  | Unbelievable                  | 10                    | 21                    | 19                    |                       |                       |
| 2003  | Key to My Soul                | 8                     | 11                    | 12                    |                       |                       |
| 2004  | Sarah Connor                  |                       |                       |                       |                       |                       |
| 2005  | Naughty but Nice              | 1                     | 3                     | 3                     |                       |                       |
| 2005  | Christmas in My Heart         | 6                     | 6                     | 6                     |                       |                       |
| 2007  | Soulicious                    | 6                     | 8                     | 10                    |                       |                       |
| 2008  | Sexy as Hell                  | 3                     | 5                     | 7                     |                       |                       |
| 2010  | Real Love                     | 8                     | 15                    | 22                    |                       |                       |
| 2015  | Muttersprache                 | 1                     | 3                     | 1                     |                       |                       |
| 2015  | Muttersprache Live – Ganz nah |                       |                       |                       |                       |                       |
| 2016  | Muttersprache – Live          |                       |                       |                       |                       |                       |
| 2019  | Herz Kraft Werke              | 1                     | 1                     | 3                     |                       |                       |
| 2019  | Herz Kraft Werke – Live       |                       |                       |                       |                       |                       |
| 2022  | Not So Silent Night           |                       |                       |                       |                       |                       |
| 2025  | Freigeistin                   |                       |                       |                       |                       |                       |

### Singles
| Année | Single                                                      | Classement des ventes | Classement des ventes | Classement des ventes | Classement des ventes | Classement des ventes | Album                                          |
| Année | Single                                                      | ALL                   | AUT                   | SUI                   | UK                    | US                    | Album                                          |
| ----- | ----------------------------------------------------------- | --------------------- | --------------------- | --------------------- | --------------------- | --------------------- | ---------------------------------------------- |
| 1999  | This Christmas                                              | —                     | —                     | —                     | —                     | —                     | Single hors album                              |
| 1999  | The Last Unicorn (feat. Marc von Linden) Originale: America | 86                    | —                     | —                     | —                     | —                     | Single hors album                              |
| 2001  | Let’s Get Back to Bed – Boy!                                | 2                     | 5                     | 9                     | 16                    | —                     | Green Eyed Soul                                |
| 2001  | French Kissing                                              | 26                    | 18                    | 53                    | —                     | —                     | Green Eyed Soul                                |
| 2001  | From Sarah with Love                                        | 1                     | 2                     | 1                     | —                     | —                     | Green Eyed Soul                                |
| 2002  | One Nite Stand (feat. Wyclef Jean)                          | 5                     | 12                    | 16                    | —                     | —                     | Unbelievable                                   |
| 2002  | Skin on Skin                                                | 5                     | 5                     | 16                    | —                     | —                     | Unbelievable                                   |
| 2003  | He's Unbelievable                                           | 16                    | 36                    | 50                    | 86                    | —                     | Unbelievable                                   |
| 2003  | Bounce                                                      | 12                    | 20                    | 14                    | 14                    | 54                    | Unbelievable                                   |
| 2003  | Music Is the Key (feat. Naturally 7)                        | 1                     | 6                     | 2                     | —                     | —                     | Key to My Soul                                 |
| 2004  | Just One Last Dance (feat. Natural)                         | 1                     | 5                     | 8                     | —                     | —                     | Key to My Soul                                 |
| 2004  | Living to Love You                                          | 1                     | 2                     | 1                     | —                     | —                     | Naughty but Nice                               |
| 2005  | From Zero to Hero                                           | 1                     | 2                     | 5                     | —                     | —                     | Naughty but Nice                               |
| 2005  | Christmas in My Heart                                       | 4                     | 6                     | 4                     | —                     | —                     | Christmas in My Heart                          |
| 2006  | The Best Side of Life                                       | 4                     | 12                    | 15                    | —                     | —                     | Christmas in My Heart                          |
| 2007  | The Impossible Dream (The Quest)                            | 8                     | 25                    | 19                    | —                     | —                     | Soulicious                                     |
| 2007  | Sexual Healing (feat. Ne-Yo)                                | 11                    | 45                    | 41                    | —                     | —                     | Soulicious                                     |
| 2008  | Under My Skin                                               | 44                    | 11                    | 79                    | —                     | —                     | Sexy as Hell                                   |
| 2008  | I'll Kiss It Away                                           | 21                    | 46                    | 67                    | —                     | —                     | Sexy as Hell                                   |
| 2009  | Takin’ Back My Love (feat. Enrique Iglesias)                |                       |                       |                       |                       |                       | Greatest Hits (Sampler)                        |
| 2010  | Cold as Ice                                                 | 16                    | 27                    | —                     | —                     | —                     | Real Love                                      |
| 2010  | Real Love                                                   | 54                    | —                     | —                     | —                     | —                     | Real Love                                      |
| 2014  | Zuckerpuppen (Originale: Andreas Gabalier)                  | 63                    | 49                    | —                     | —                     | —                     | Sing meinen Song – Das Tauschkonzert (Sampler) |
| 2015  | Wie schön Du bist                                           | 2                     | 11                    | 36                    | —                     | —                     | Muttersprache                                  |
| 2015  | Bedingungslos                                               | 30                    | 38                    | —                     | —                     | —                     | Muttersprache                                  |
| 2015  | Das Leben ist schön                                         | 49                    | —                     | —                     | —                     | —                     | Muttersprache                                  |
| 2016  | Kommst du mit ihr                                           | 62                    | —                     | —                     | —                     | —                     | Muttersprache                                  |
| 2016  | Augen auf                                                   | 87                    | —                     | —                     | —                     | —                     | Muttersprache                                  |
| 2016  | Bonnie & Clyde (feat. Henning Wehland)                      | 24                    | 39                    | 64                    | —                     | —                     | Muttersprache (Édition spéciale de luxe)       |
| 2019  | Vincent                                                     | 9                     | 2                     | 38                    | —                     | —                     | Herzkraftwerke                                 |
| 2019  | Unendlich                                                   | —                     | —                     | —                     | —                     | —                     | Herzkraftwerke                                 |
| 2019  | Hör auf dein Bauch                                          | —                     | —                     | —                     | —                     | —                     | Herzkraftwerke                                 |
| 2019  | Flugzeug aus Papier (Für Emmy)                              | —                     | —                     | —                     | —                     | —                     | Herzkraftwerke                                 |
| 2019  | Ich wünsch dir                                              | —                     | —                     | —                     | —                     | —                     | Herzkraftwerke                                 |
| 2019  | Keine ist wie du (feat. Gregor Meyle)                       | 94                    | 71                    | —                     | —                     | —                     | Meilensteine Sampler                           |
| 2020  | Sind wir bereit?                                            | —                     | —                     | —                     | —                     | —                     | Single hors album                              |
| 2020  | Bye Bye                                                     | 32                    | —                     | —                     | —                     | —                     | Herzkraftwerke (Édition spéciale de luxe)      |
| 2021  | Alles in mir will zu dir                                    | —                     | —                     | —                     | —                     | —                     | Herzkraftwerke (Édition spéciale de luxe)      |
| 2021  | Stark                                                       | 71                    | —                     | —                     | —                     | —                     | Herzkraftwerke (Édition spéciale de luxe)      |
| 2021  | Girl in a big shirt (feat. Katarina Mihaljević)             | —                     | —                     | —                     | —                     | —                     | The Voice of Germany saison 11                 |
| 2022  | Ring Out the Bells                                          | 41                    | 55                    | 64                    | —                     | —                     | Not So Silent Night                            |

### DVD
- 2003 : A Night to Remember : Pop Meets Classic
- 2005 : Sarah & Marc in Love
- 2006 : Christmas in My Heart
- 2010 : Real Love (Limited Deluxe Edition)

## Récompenses
- World Music Award
  - 2004 : en tant que Best Selling German Artist

- ECHO Pop
  - 2002 : dans la catégorie Chanteuse Rock/Pop nationale
  - 2015 : dans la catégorie partenaires de l'année (Sing meinen Song – Das Tauschkonzert)

- Comet
  - 2001 : dans la catégorie Meilleur nouvel artiste national
  - 2005 : dans la catégorie Meilleure chanteuse
  - 2007 : dans la catégorie Meilleure chanteuse
  - 2009 : dans la catégorie Meilleure artiste

- Bravo Otto
  - 2001 : argent dans la catégorie  Superchanteuse
  - 2003 : bronze dans la catégorie  Superchanteuse
  - 2004 : or dans la catégorie  Superchanteuse
  - 2005 : or dans la catégorie  Superchanteuse
  - 2006 : or dans la catégorie  Superchanteuse
  - 2007 : bronze dans la catégorie  Superchanteuse
  - 2008 : or dans la catégorie  Superchanteuse

- 1Live Krone
  - 2005 : dans la catégorie Meilleure chanteuse

- Goldene Kamera
  - 2005 : dans la catégorie Pop national

- Goldene Europa
  - 2002 : dans la catégorie Chanteuse allemande au plus grand succès

- Top of the Pops Award
  - 2001 : dans la catégorie Best German Newcomer

- Radio Regenbogen Award
  - 2002 : dans la catégorie Best Hit 2001 (From Sarah with Love)

- DIVA Award
  - 2005 : dans la catégorie Music-Artist of the Year

- Radio Hamburg Award
  - 2003 : dans la catégorie Meilleure chanteuse nationale pop

- Neo Award
  - 2004 : dans la catégorie Album de téléchargement au plus grand succès (Key to My Soul)

- World of Music Award
  - 2008 : dans la catégorie Meilleure artiste - nationale

- Deutscher Fernsehpreis
  - 2014 : dans la catégorie Meilleur divertissement (Sing meinen Song – Das Tauschkonzert)